# Maatkit
Maatkit es un conjunto de herramientas para usuarios, desarrolladores y administradores de la base de datos de código libre MySQL. Todas las herramientas se pueden usar por separado, con mínimas dependencias y sin la necesidad de instalación. Simplemente se pueden descargar y usar. Su objetivo es hacer al MySQL más fácil y seguro para majejar. Provee de formas sencillas para realizar tareas complejas; como verificar que la replicación esté funcionando correctamente, reparar datos corruptos, automatizar tareas repetitivas, acelerar los servidores y mucho más. A pesar de que la mayoría de la funcionalidad está diseñada para MySQL, también se ofrece soporte para PostgreSQL y Memcached.
Maatkit se distribuye en varias distribuciones de GNU/Linux como CentOS y Debian y los paquetes están disponibles para Fedora y Ubuntu también.
Baron Schwartz anunció el 12 de octubre de 2011 la disponibilidad de Percona Toolkit como sucesor de Maatkit y Aspersa.

## Herramientas incluidas
- mk-archiver Archivar files de una tabla MySQL en otra tabla o archivo.
- mk-checksum-filter Filtrar checksums desde mk-table-checksum.
- mk-deadlock-logger Extraer y logear información bloqueos mutuos en MySQL
- mk-duplicate-key-checker Encuentra claves e índices duplicados las tablas MySQL.
- mk-error-log Encuentra nuevas entradas en el log de errores de MySQL.
- mk-fifo-split.
- mk-find Find.
- mk-heartbeat.
- mk-index-usage.
- mk-kill.
- mk-loadavg.
- mk-log-player.
- mk-merge-mqd-results.
- mk-parallel-dump.
- mk-parallel-restore.
- mk-profile-compact.
- mk-purge-logs.
- mk-query-digest.
- mk-query-profiler.
- mk-show-grants.
- mk-slave-delay.
- mk-slave-find.
- mk-slave-move.
- mk-slave-prefetch.
- mk-slave-restart.
- mk-table-checksum.
- mk-table-sync.
- mk-upgrade.
- mk-visual-explain.